# Rafael Ventura Melià
Rafael Ventura Melià (Riola, Ribera Baja, 1948-Valencia, 31 de enero de 2020) fue un escritor y periodista español. Pionero en el periodismo cultural valenciano.

## Biografía
Se inició en el periodismo como colaborador de las revistas Albatros (1964) y Gorg (1971),  más tarde formó parte de la redacción de la revista Valencia Semanal (1977-1980) con Amadeu Fabregat. Su obra muestra influencias de Umberto Eco. Posteriormente fue redactor de la sección de cultura del diario Levante-EMV, donde permaneció hasta su jubilación.
El 31 de enero de 2020 Ventura Meliá fue encontrado muerto en su casa de Valencia.

## Obra

### Poesía
- Corrents de fons (1976)
- Senyals de vida (1980)
- Igual vol dir Itàlia (1982)

### Narración
- Atzucac (1972)
- La darrera tornada (1974)
- Àmbit perdurable (1981)

## Premios
- Premio Andrómeda de narrativa (1981)[4][6]